# 반응 속도 상수
반응 속도 상수(反應速度常數, 영어: reaction rate constant) 혹은 반응 속도 계수(反應速度係數, 영어: reaction rate coefficient) k는 화학 속도론에서 화학 반응의 속도를 정량화한다. 속도 상수(速度常數, 영어: rate constant)라고도 한다.
반응물 A와 B가 생성물 C를 생성하는 반응에서
a A + b B → c C
반응 속도는 종종 다음의 형태를 한다:
{\displaystyle r=k(T)[\mathrm {A} ]^{m}[\mathrm {B} ]^{n}}
여기서 k(T)는 온도에 의존하는 반응 상수이다. [A]와 [B]는 물질 A와 B의 몰 농도이다.
지수 m과 n은 부분 반응 차수라고 불리며 일반적으로 화학양론계수 a와 b와는 같지 않다. 반응 메커니즘에 의존하며, 실험적으로 결정된다.

## 온도 의존성
아레니우스 방정식은 활성화 에너지와 반응 속도의 관계의 정량적 기반을 준다. 반응 속도는 다음과 같이 주어진다:
{\displaystyle k=Ae^{\frac {-E_{a}}{RT}}}
따라서 반응 속도는 다음과 같다:
{\displaystyle r=Ae^{\frac {-E_{a}}{RT}}[\mathrm {A} ]^{m}[\mathrm {B} ]^{n},}
이때 Ea는 활성화 에너지이고, R은 기체 상수이다.  Since at 온도 T에서 분자는 볼츠만 분포에 따라 에너지를 가지기 때문에, Ea보다 큰 에너지로 충돌하는 비율은 e−Ea⁄RT만큼 다양할 것이라고 예측할 수 있다. A는 지수 앞 인자 또는 빈도 인자이다 (반응물 A와 헷갈려선 안 된다).

## 단위
반응 속도 상수의 단위는 전체 반응 차수에 의존한다:
농도가 mol·L−1의 단위(종종 M으로 줄여쓴다)로 측정되면,
- (m + n)차에서는, 반응 속도 상수의 단위는 mol1−(m+n)·L(m+n)−1·s−1이다
- 0차에서는, 반응 속도 상수의 단위는 mol·L−1·s−1 (or M·s−1)이다
- 1차에서는, 반응 속도 상수의 단위는 s−1이다
- 2차에서는, 반응 속도 상수의 단위는 L·mol−1·s−1 (또는 M−1·s−1)이다
- 그리고 3차에서는, 반응 속도 상수의 단위는 L2·mol−2·s−1 (또는 M−2·s−1)이다

## 플라즈마와 기체
전자적으로, 진동적으로 들뜬 입자의 생성과 소모 과정의 반응 속도 상수의 계산은 상당히 중요하다. 예를 들면, 플라즈마 화학이나 마이크로일렉트로닉스의 반응 시뮬레이션에서 사용된다. 초기 원리 기반 모델은 계산에 사용된다. 이는 컴퓨터 시뮬레이션 소프트웨어의 도움을 받아 수행할 수 있다.

## 반응 상수 계산
반응 상수는 기본 반응에 대해 분자동역학 시뮬레이션으로 계산할 수 있다.
가능한 방법 중 하나는 반응물 상태로 남아있는 평균 존재 시간을 계산하는 것이다. 이는 존재 시간이 짧은 계에서는 유효하지만, 이 방법은 분자 규모에서 보았을 때는 반응이 매우 드문 일이기 때문에 넓게 적용 가능하지 않다.
이 문제를 해결할 방법에는 분할 안장 이론(Divided Saddle Theory)이 있다. 이러한 방법인 Bennett Chandler procedure와 Milestoning이 반응 속도 상수 계산을 위해 개발되었다.

## 분할 안장 이론
이 이론은 반응이 반응 좌표에 의해 설명될 수 있다는 가정과 볼츠만 분포를 적어도 반응물 상태에서는 쓸 수 있다는 가정에 기반하였다.
안장 영역(saddle domain)이라고 불리는 반응 물질의 새로운, 특히 반응성인 부분이 도입되고 반응 속도 상수가 사라진다:
{\displaystyle k=k_{\mathrm {SD} }\cdot \alpha _{\mathrm {RS} }^{\mathrm {SD} }}
이 때, αSD
RS는 반응물 상태와 안장 영역간의 변환 인자이고, kSD는 안장 영역에서의 반응 속도 상수이다. 전자는 자유 에너지 면에서 간단히 계산할 수 있고, 후자는 짧은 분자 동역학 시뮬레이션을 통해서 쉽게 구할 수 있다

## 같이 보기
- 반응 속도
- 평형 상수